# Santop
Der Santop ist ein 886 m (844 m) hoher Gipfel auf der Insel Erromango im Staat Vanuatu.

## Vulkanische Aktivität
Der Berg liegt zusammen mit weiteren Gipfeln im Norden der Insel. Im Umkreis liegen die Gipfel Nanpounhoubloué (610 m), Nipmihounpâl (318 m), Wormous (439 m) und Wantop (375 m).